# Леони, Джакомо

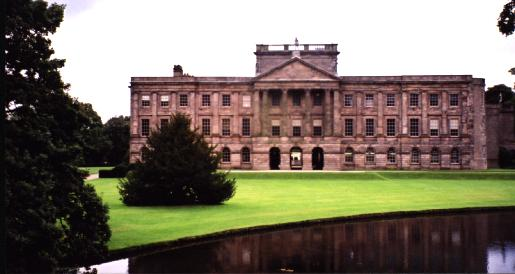
Лайм Парк, Чешир, спроектирован Джакомо Леони. Оригинальный тюдоровский особняк был преобразован Леони в итальянское палаццо. Дизайн был изменён английским архитектором Льюисом Уайаттом, который в XIX веке добавил коробчатую конструкцию, окружающую центральный фронтон. Эта приземистая башня стоит на месте купола, задуманного Леони

Джакомо Леони (итал. Giacomo Leoni; 1686[…], Венеция — 1746[…], Лондон), также известный как Джеймс Леони (англ. James Leoni), — итальянский архитектор. Он был приверженцем творчества флорентийского архитектора эпохи Возрождения Леона Баттиста Альберти, который также вдохновлял Андреа Палладио.
Джакомо Леони стал выдающимся представителем палладианства в английской архитектуре, начав всерьез заниматься этим направлением примерно в 1720 году. Этот стиль, который также называют георгианским, уходит корнями в архитектуру итальянского Возрождения. Ранее работавший в Дюссельдорфе, Джакомо Леони приехал в Англию, где ему предстояло сделать себе имя, в 1714 году в возрасте 28 лет. Его свежие, незагроможденные проекты с легким намеком на барочную вычурность привлекли к нему внимание видных меценатов.

## Ранние годы

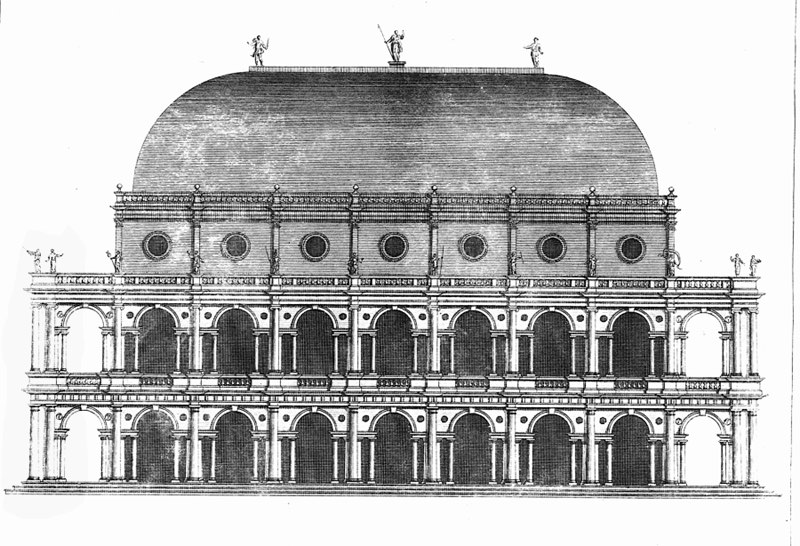
Проект базилики Палладио в том виде, в каком его изобразил Леони в своем переводе «Архитектура Палладио в четырёх книгах» (3-е изд., том 1, Лондон, 1742, пластина XX)

Ранняя жизнь Леони плохо документирована. Впервые он был упоминается в документах в Дюссельдорфе в 1708 году и прибыл в Англию незадолго до 1715 года. Между 1715 и 1720 годами он опубликовал частями первое полное англоязычное издание Quattro Libri dell’Architettura Палладио, которое Леони назвал «Архитектура А. Палладио» в четырёх книгах. Перевод имел огромный успех и в последующие годы был выпущен в нескольких изданиях. Несмотря на часто эксцентричные изменения Леони в иллюстрациях Палладио, его издание стало основным средством распространения сущности стиля Палладио среди британских дизайнеров. Текст Палладио оказал непосредственное влияние на покровителей зданий, поскольку эти дорогостоящие тома были недоступны для большинства строителей, которые могли лишь кратко проконсультироваться с ними в библиотеке. В 1738 году Исаак Уэр при поддержке Ричарда Бойла, третьего графа Берлингтона, произвел более точный перевод работы Палладио с иллюстрациями, соответствующими оригиналам, но изменения и неточности Леони продолжали влиять на палладианизм на протяжении поколений.
На фронтисписе своего издания «Палладио» Леони назвал себя «Архитектором его безмятежного высочества курфюрста Палатина». Это утверждение, однако, остается необоснованным.
После перевода Палладио Леони опубликовал английский перевод De Re Aedificatoria («Об архитектуре») Альберти, первой современной книги по теории и практике архитектуры.

## Работы
Основное архитектурное мастерство Джакомо Леони заключалось в том, чтобы адаптировать идеалы Альберти и Палладио к классу землевладельцев в английской сельской местности, не отклоняясь слишком далеко от принципов великих мастеров. Он сделал палладианскую архитектуру менее строгой и адаптировал свои работы в соответствии с местоположением и потребностями своих клиентов. Так как в эпоху вильямитов красный кирпич в качестве строительного компонента начал заменять тесаный камень. Леони часто строил из обоих материалов, в зависимости от доступности материала и того, что было характерно для данной местности.
Так как в эпоху вильямитов красный кирпич в качестве строительного компонента начал заменять тесаный камень. Леони часто строил из обоих материалов, в зависимости от доступности материала и того, что было характерно для данной местности.

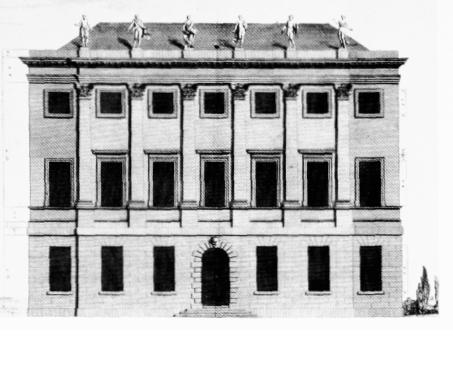
Куинсберри-Хаус первый проект в Англии Джакомо Леони. Этот дом должен был стать важной архитектурной достопримечательностью, поскольку был первым лондонским особняком, построенным c террасой в стиле «фасада античного храма»

Первые заказы Джакомо Леони в Англии, хотя и для высокопоставленных клиентов — герцога Кентского и Джеймса, графа Стэнхоупа, 1-го лорда казначейства, остались незаконченными. Его первым проектом в Англии стал Куинсберри-Хаус, построенный для Джона Блая, лорда Клифтона, в 1721 году. Этот дом должен был стать важной архитектурной достопримечательностью, поскольку был первым лондонским особняком, построенным с террасой в стиле «фасада античного храма».
На протяжении всей своей карьеры в Англии Леони отвечал за проектирование не менее двенадцати больших загородных домов и не менее шести лондонских особняков. Известно, что он также проектировал церковные памятники и мемориалы.

### Лайм Парк

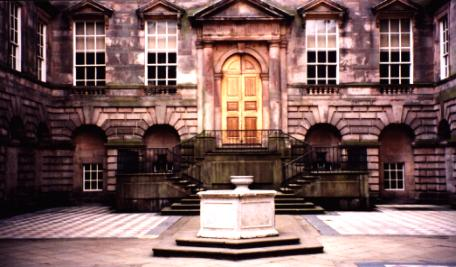
Внутренний двор и главный вход в Лайм Парк. Рустованные стены и смелое остекление вызывают сильную итальянскую атмосферу, а маньеристские аркады скрывают неровности тюдоровского дизайна

В начале 1720-х годов Джакомо Леони получил один из своих самых важных заказов: переделать резиденцию Елизаветы I, Лайм-Холл, в палладианский дворец. Он сделал это с таким уважением к оригиналу, что внутри большие участки дома остались совершенно без изменений, а деревянная резьба работы Гринлинлинга Гиббонса была оставлена нетронутой. В центральном дворе Леони добился палладианского стиля, скрыв неровности и отсутствие симметрии прежнего дома серией арок вокруг двора.
Преобразования в Лайм-Холле были успешными. Однако утверждается, что центральный ионический портик, который является центральной точкой южного фасада, был немного испорчен впоследствии английским архитектором Льюисом Уайеттом, который в XIX веке добавил над фронтоном коробкообразную конструкцию. Эта приземистая башня, известная как «корзина», находится на месте предполагаемого купола Джакомо Леони, который был отвергнут владельцем.
Джакомо Леони реконструировал Лайм-Холл в ранней форме того, что впоследствии стало известно как палладианский стиль, со вспомогательными, бытовыми и служебными помещениями на рустованном первом этаже, над которым находился бельэтаж, к которому можно было подняться по двойной лестнице со двора. Над бельэтажом располагались спальни и удобства для семьи.
В настоящем палладианском доме (вилле, спроектированной самим Палладио) центральная часть за портиком будет включать основные комнаты, а нижние боковые крылья включают бытовые помещения, обычно ведущие к завершающим павильонам, которые часто использовались в сельском хозяйстве. Именно эта адаптация крыльев и павильонов к корпусу дома должна была стать отличительной чертой палладианизма XVIII века, распространившегося по Европе, и одним из первых представителей которого был Джакомо Леони.
В Лайм Парке, хотя центральный портик, опирающийся на основание, напоминающее о вилле Палладио «Пизани», преобладает на фасаде, боковые крылья короткие и имеют ту же высоту, что и центральная часть, а завершающие павильоны лишь отмечены небольшим выступом на фасаде. Таким образом, портик никак не может рассматриваться как главный корпус. Это привело к тому, что некоторые обозреватели архитектуры описывают южный фасад как выполненный больше в барокко, чем в палладианском стиле. Однако на этом раннем этапе своей карьеры Леони, похоже, все ещё следовал более раннему и вдохновленному ренессансом палладианству, которое было импортировано в Англию в XVII веке Иниго Джонсом. Об этом свидетельствует использование им классических пилястр по всему южному фасаду, точно так же, как Джонс использовал их столетием ранее в Банкетном доме Уайтхолла, а наставник Леони, Альберти, использовал их в Палаццо Ручеллаи в 1440-х годах. Эти особенности, в сочетании с маньеристским использованием рустикации на первом этаже с сегментированными арками и окнами, являются причиной того, что Лайм Парк выглядит более «итальянским», чем многие другие английские дома в палладианском стиле, и это привело к тому, что его назвали «самым смелым палладианским зданием в Англии».

### Дом Клэндон

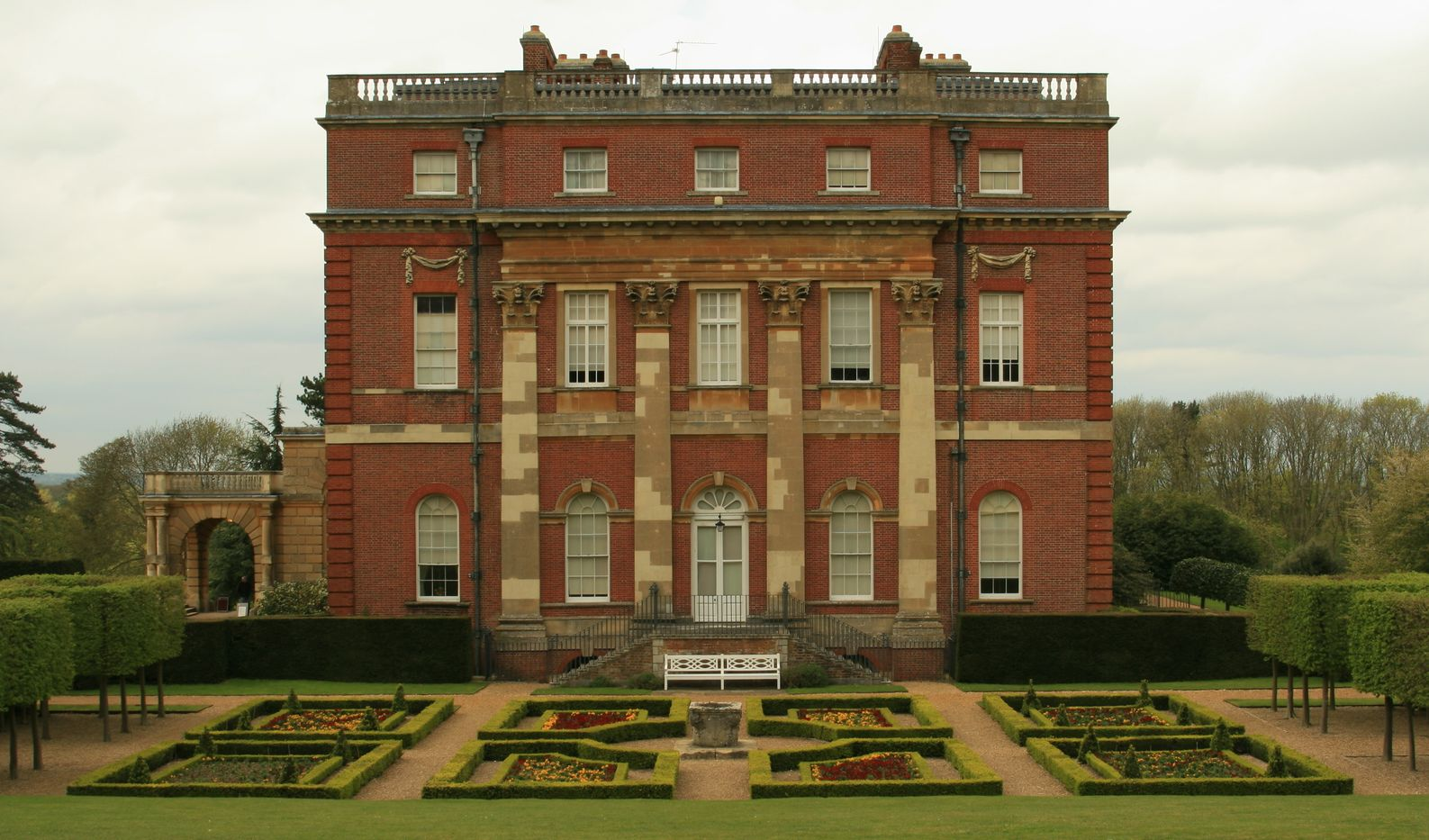
Дом Клэндон, который некоторые считают шедевром Джакомо Леони

В 1730 году Джакомо Леони по заказу 2-го лорда Онслоу построил, вероятно, свой шедевр — дом Клэндон, недалеко от Гилдфорда в Суррее. В результате получился дом «пышного величия и в то же время очаровательной наивности». Это сочетание величия и наивности должно было стать собственным стилем Леони, поскольку он смешал барокко и палладианский стиль. Дом Клэндон был построен из огненно-красного кирпича, а западный фасад украшен каменными пилястрами и орнаментом в виде медальонов. Интерьеры контрастировали с экстерьером: огромный мраморный зал двойной высоты выполнен в приглушенных каменных тонах, чтобы дополнить яркие цвета прилегающих парадных комнат. Интерьеры были немного изменены позднее в XVIII веке, но здесь дому повезло: изменения были сделаны в стиле Роберта Адама и соответствовали первоначальным замыслам Леони. Мраморный холл считается одной из самых впечатляющих архитектурных особенностей XVIII века в Англии, как и великолепные гипсовые потолки. С того момента дом практически не менялся, вплоть до пожара 2015 года. В результате пожара в апреле 2015 года дом был разрушен, за исключением одной комнаты. Большая часть архитектуры, стен, потолков, полов и исторических артефактов, которые находились в здании, были уничтожены. В настоящее время от дома остался только остов.

### Мур Парк

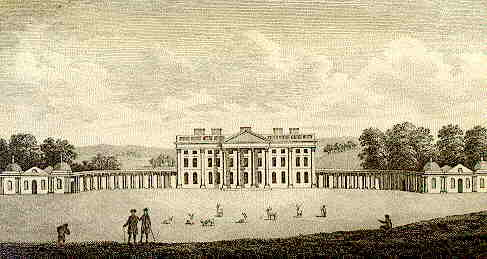
Мур Парк в 1780-х годах, когда крылья с колоннами ещё оставались на своем месте

Леони спроектировал Мур Парк в Хартфордшире, в 1720-х годах при помощи художника сэра Джеймса Торнхилла. Заказ был получен от Бенгамина Стайлза, предпринимателя, впоследствии потерявшего свое состояние в «Компании Южных морей» Леони полностью переделал дом, первоначально построенный для герцога Монмута в 1680 году, добавив ему массивный коринфский портик, ведущий в огромный зал с расписным и позолоченным потолком, с тромплей-куполом, расписанным Торнхиллом.
Дом должен был иметь сходство с одним из более амбициозных проектов Леони, Домом в Латоме. Оба были похожи по концепции на так и не построенную виллу Мочениго Андреа Палладио, с большими раскидистыми и сегментированными крыльями с двором, окруженным колоннадой. Сегодня крылья снесены, но квадратный корпус сохранился.

### Дом в Латоме
Дом в Латоме (снесен в 1929 году) был истинно палладианским домом с большим корпусом, от которого расходились двойные сегментированные колоннады, соединяющие его с двумя монументальными второстепенными крыльями конюшен и бытовых помещений. Второстепенные крылья или корпуса, каждый из которых венчался куполом, были похожи по стилю на те, которые Генри Флиткрофт построил для герцога Бедфорда двадцать лет спустя в гораздо более крупном аббатстве Вобурн.

### Другие работы

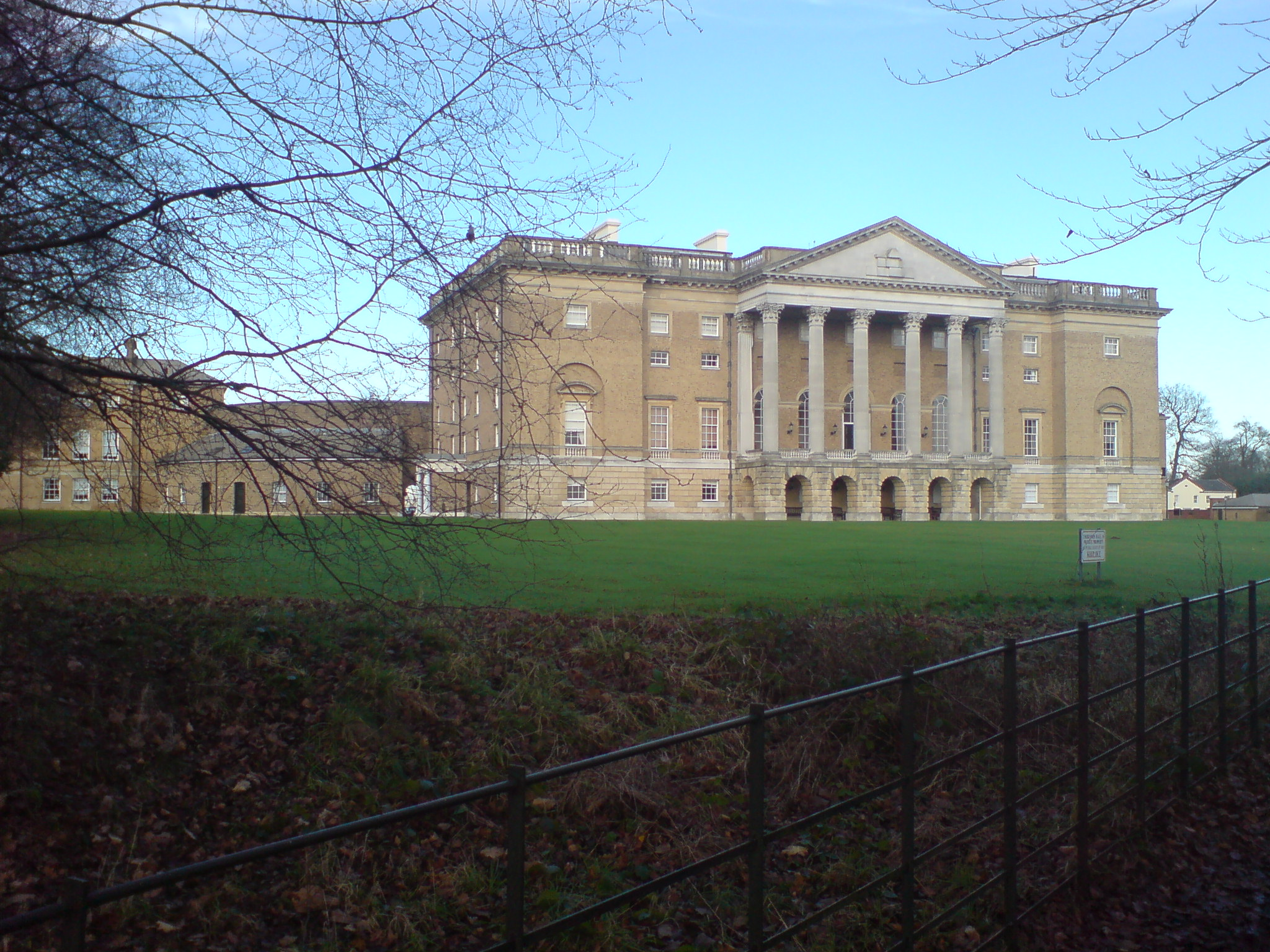
Портик Леони — это все, что уцелело после пожара в Торндон-Холле в Эссексе. Дом был перестроен Джеймсом Пейном

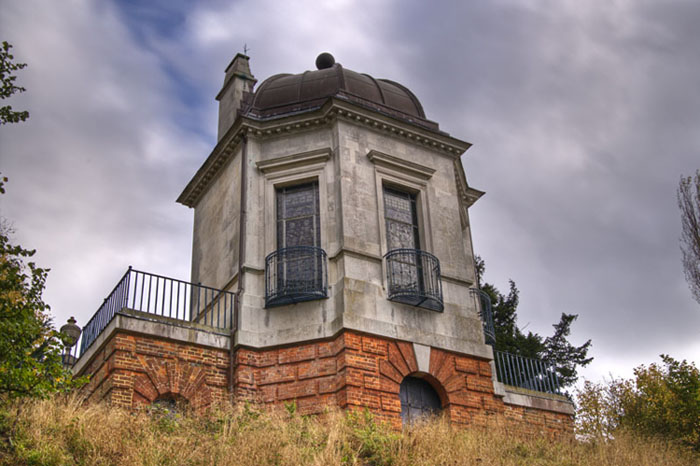
восьмиугольный садовый храм в Кливдене работы Джакомо Леони

Однако клиенты Леони не всегда были довольны, особенно когда он проектировал для заказчиков, не знающих тонкостей палладианской архитектуры.
Эдвард и Кэролайн Уортли поручили Леони перестроить пришедший в упадок Уортли-Холл в Южном Йоркшире. Была построена великолепная резиденция. Однако в 1800 году Уортли пожаловались, что не могут въехать в дом, поскольку архитектор забыл построить лестницу . Сто лет спустя герцогиня Мальборо аналогичным образом жаловалась на Бленхеймский дворец сэра Джона Ванбруга. Оба владельца не поняли смысла дома, построенного по проекту «бельэтаж». Бельэтаж — это главный этаж, обычно расположенный над нижним этажом или полуподвалом. Он содержит все комнаты, необходимые для главных особ, населяющих дом. Обычно он состоит из центральной гостиной или самой большой комнаты под центральным фронтоном; по обе стороны от гостиной (в крыльях) часто располагается менее величественная, комната для отдыха, а затем главная спальня. После неё, возможно, следует меньшая, более интимная комната, «кабинет». И герцогиня, и владельцы Уортли не поняли, что хозяева жили в «строении» на «бельэтаже» и не имели необходимости подниматься наверх, поэтому на этажи, которые занимали дети, слуги и менее желанные гости, вели только второстепенные/задние лестницы. Действительно, в таких домах часто была парадная лестница, но она была внешней — сложные пролёты каменных ступеней к главному входу на «бельэтаж». На фотографиях Уортли-Холла видны большие, высокие окна «бельэтажа» на нижнем этаже и гораздо меньшие окна второстепенных комнат наверху. Для этого не требовалась «парадная» лестница. Уортли-Холл сохранился до наших дней как отель; владельцы до сих пор рассказывают историю о забывчивом архитекторе. Среди других проектов Леони — Алкрингтон-холл в Миддлтоне, ныне в Большом Манчестере. Джакомо Леони также спроектировал здание Консульства США в Стамбуле, которое долгое время находилось под охраной, — Палаццо Корпи.

## Влияние
Джакомо Леони не был первым, кто ввез в Англию палладианскую архитектуру; это достижение принадлежит английскому архитектору Иниго Джонсу, который спроектировал Палладианский Королевский Дом в Гринвиче в 1616 году и более богато украшенный Банкетный Дом в Уайтхолле в 1619 году. Он также не был единственным архитектором, который практиковал эту концепцию во времена палладианизма. Уильям Кент спроектировал Холкем-холл в 1734 году в палладианской манере; Томас Арчер также был современником, хотя его работы имели тенденцию к стилю барокко, который был популярен в Англии до возрождения палладианского стиля. Однако палладианская архитектура смогла процветать в Англии, поскольку она подходила для больших загородных домов, которые строились или модернизировались; потому что, в отличие от французов, британская аристократия придавала первостепенное значение своим загородным имениям.
При всех своих работах и известности Джакомо Леони не добился большой финансовой выгоды. Указывается, что в 1734 году лорд Фицуолтер из Моулшема дал ему 25 фунтов стерлингов, чтобы облегчить его «пребывание в бедственном положении». Позже, когда Леони умирал в 1746 году, лорд Фицуолтер прислал ему ещё 8 фунтов стерлингов «по доброте душевной». Известно, что у Джакомо Леони была жена Мэри и два сына, один из которых, как «считается», стал клерком великого представителя палладианизма Мэтью Бреттингема.
Леони не только проектировал величественные особняки. Его меньшие проекты включали восьмиугольный садовый храм в Кливдене для лорда Оркнейских островов в 1735 году, элегантную арку в чистейших палладианских традициях в Стоу для маркиза Бекингема и каменный мост в Портленде в Стоун-Корте, Каршалтон. Считается, что Леони спроектировал новую церковь, работая на 8-го лорда Петре в Торндон-холле, Эссекс. Прежняя церковь была снесена, чтобы освободить место для нового особняка, который он там проектировал.
Сегодня трудно оценить работы Леони, так как многое было разрушено. Так, например, среди его загородных домов, дом в Моулшеме, построенный в 1728 году, был снесен в 1816 году; Парк Бодектон, построенный в 1738 году, был снесен в 1826 году, а дом в Латоме, построенный примерно в 1740 году, был уничтожен, как и многие другие английские загородные дома в Xx веке. К началу XX века палладианский стиль, который книги и работы Леони так пропагандировали, стал настолько типично английским, что тот факт, что он считался чисто итальянским во время его зарождения, был в значительной степени забыт. Этот стиль кажется настолько коренным для Англии, что в 1913 году — во время огромной гордости за все британское — новый главный фасад Букингемского дворца за авторством сэра Астона Уэбба сильно напоминал «итальянское палаццо» Джакомо Леони.

## Смерть и наследие

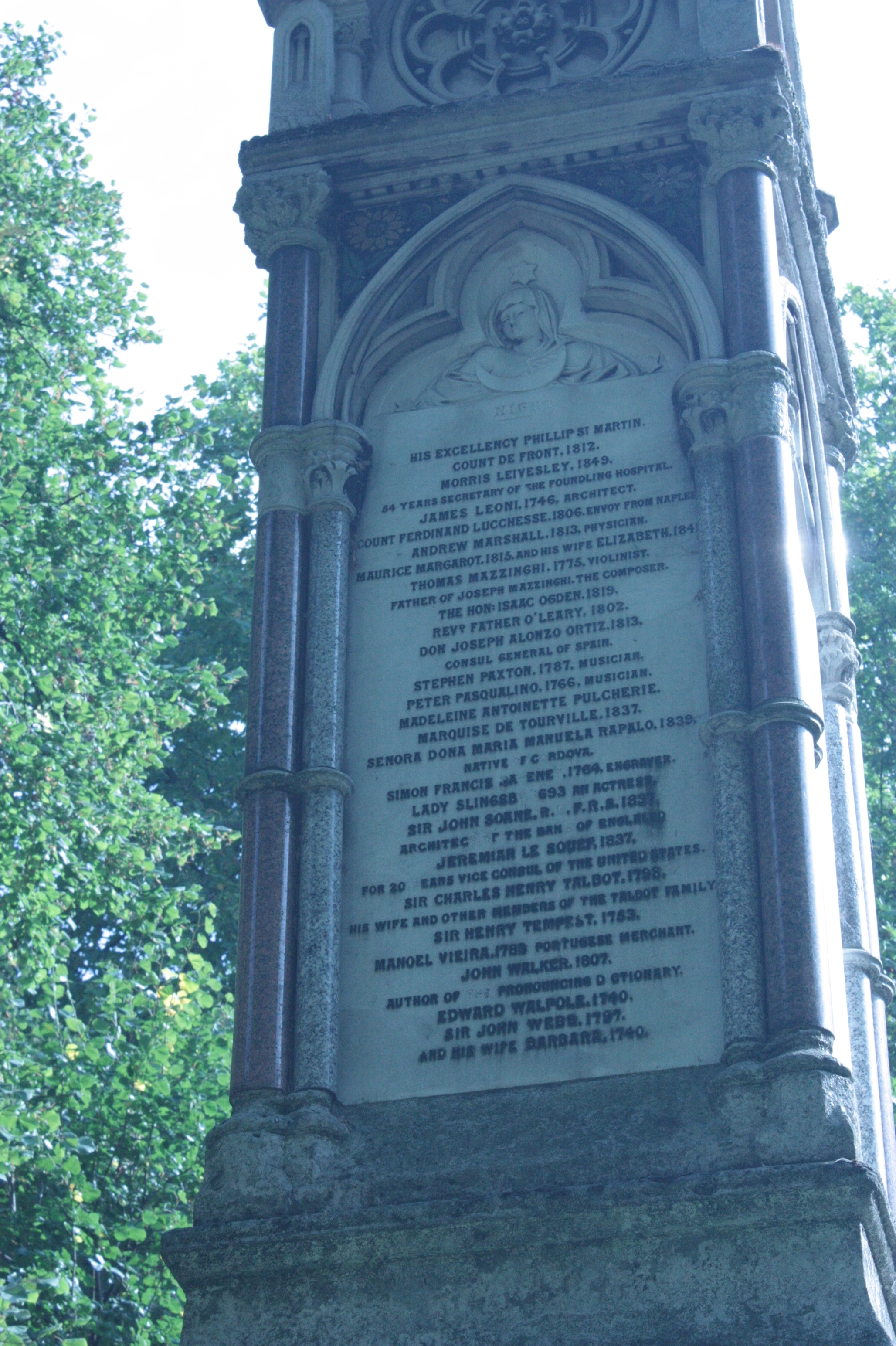
Имя Джакомо Леони на мемориале Бердетт-Куттс

Джакомо Леони умер в 1746 году и был похоронен во дворе Старой церкви Сент-Панкрас в Лондоне. Его имя указано в мемориале Бердетт-Куттс, установленном в этом церковном дворе в 1879 году баронессой Бердетт-Куттс, где перечислены утраченные значимые захоронения.
К моменту его смерти палладианство было подхвачено целым новым поколением британских архитекторов, работавших в классических формах, и оставалось в моде до тех пор, пока его не сменили неоклассические интерпретации таких архитекторов, как Роберт Адам.
Его последняя предполагаемая публикация, которая должна была дополнить оценку его работы «Трактат об архитектуре и искусстве строительства общественных и частных зданий, содержащий несколько дворянских домов и загородных резиденций», должна была стать книгой его собственных проектов и интерпретаций. К моменту его смерти она так и осталась незавершенной.